# Reagan Dale Neis
Reagan Dale Neis (* 24. September 1976 in Portage la Prairie, Manitoba) ist eine kanadische Schauspielerin.

## Leben
Neis ist bekannt für ihre Hauptrolle Molly Stage in der The-WB-Sitcom Meine Familie – Echt peinlich (2001–2002) und für ihre Nebenrolle Chelsea in der Fox-Sitcom A Minute with Stan Hooper (2003–2004). Zu den weiteren Fernsehserien, in denen sie auftrat, gehören Malcolm mittendrin, in der sie von 2001 bis 2003 in vier Folgen die Nikki verkörperte, Joey (2004) und Emily Owens (2012).
Filme, in denen sie spielte, sind unter anderem Naked Frailties (1998), Dirty Habit (2006), Material Girls (2006) und Camera Obscura (2010).

## Filmografie
- 1998: Naked Frailties
- 2001: Go Fish (Fernsehserie, eine Folge)
- 2001–2002: Meine Familie – Echt peinlich (Maybe It’s Me, Fernsehserie, 22 Folgen)
- 2001–2003: Malcolm mittendrin (Malcolm in the Middle, Fernsehserie, 5 Folgen)
- 2002: Stark Raving Mad
- 2003–2004: A Minute with Stan Hooper (Fernsehserie, 13 Folgen)
- 2004: Stolen Poem (Kurzfilm)
- 2004: Joey (Fernsehserie, eine Folge)
- 2006: Dirty Habit
- 2006: Material Girls
- 2008: Looking Glass (Kurzfilm)
- 2010: Camera Obscura
- 2012: Emily Owens (Emily Owens, M.D., Fernsehserie, eine Folge)
- 2016: Three Bedrooms, One Corpse: An Aurora Teagarden Mystery (Fernsehfilm)